# 猫白血病病毒
猫白血病病毒（FeLV）是一种感染猫的逆转录病毒。FeLV可通过唾液或鼻分泌物的转移从受感染的猫传播。如果不被免疫系统击败，病毒会引起致命的疾病。 
FeLV分为四个亚组：A，B，C和T。几乎所有自然感染的猫最初都被FeLV-A（病毒的原始原型形式）感染，一个或多个其他亚组的组合可能在受感染的猫身上出现。  症状，预后和治疗均受具体亚组影响。    